# Hélène Viannay
Hélène Viannay (* 12. Juli 1917 in Paris als Helena Victoria Mordkovitch; † 25. Dezember 2006 ebenda) war eine französische Widerstandskämpferin und Mitbegründerin der Untergrundzeitung Défense de la France.

## Herkunft und Jugend
Hélènes Mutter, Marie Kopiloff, wurde aufgrund ihrer Agitation bei den Menschewiki aus Russland verbannt und ging nach Frankreich ins Exil. Sie arbeitete als Hebamme in einem Krankenhaus in Neuilly. Dort lernte sie den Bolschewiken Israel Mordkovitch kennen, der aus einer jüdischen Gemeinde in der Nähe von Odessa stammte. Er wurde der Vater von Hélène, verließ aber seine Kleinfamilie im Jahr 1917, um an der russischen Revolution teilzunehmen. Hélène wuchs vaterlos auf. Sie bestand erfolgreich das naturwissenschaftliche Abitur im Gymnasium Lakanal in Paris. Nach der deutschen Besetzung Frankreichs fand sie eine Betätigung in einem Hilfskomitee, das französische Kriegsgefangene in Deutschland mit Päckchen versorgte.

## Défense de la France
Während ihres Geologiestudiums an der Sorbonne lernte Hélène ihren zukünftigen Ehemann Philippe Viannay (1917–1986) kennen. Er gründete mit ihr die Widerstandsbewegung Défense de la France und gab gemeinsam mit ihr die gleichnamige studentische Untergrundzeitung Défense de la France (DF) heraus. Am 14. Juli 1941 erschien DF mit einer Auflage von 5000 Exemplaren, die bis zur Befreiung des Landes auf 450.000 Exemplare anwuchs. Als ehemalige Pfadfinderin gelang es Hélène, über ihr früheres Netzwerk Marianne Cornevin und Génia Gemähling anzuwerben. Über Jacqueline Pardon konnte 1942 Geneviève de Gaulle gewonnen werden, die Nichte des Generals de Gaulle.

## In der Résistance
Am 14. Juli 1943 wurde das erste gemeinsame Kind von Philippe und Hélène geboren. Am 20. Juli 1943 lockte die Gestapo die Widerstandskämpfer und -kämpferinnen mittels eines in die Organisation eingeschleusten Spitzels in eine Falle. 60 Personen wurden verhaftet, fast alle kamen ums Leben. Hélène tauchte ein Jahr lang mit ihrem kleinen Sohn auf dem Lande unter, nahm dann aber als Kurierin zwischen dem Maquis Seine-et-Oise und Paris wieder ihre Widerstandsarbeit auf. Vor allem war sie für die Nahrungsverteilung und für die Versorgung mit Informationen zuständig. Zudem erlernte sie den Umgang mit Waffen. Von ihrem schwer verwundeten Ehemann übernahm Hélène Viannay die Koordinierung der einzelnen Sektionen.

## Nachkriegszeit und Tod
Die Widerstandsbewegung Défense de la France war nicht im nationalen Widerstandsrat vertreten und erhielt nach der Befreiung Frankreichs nur einen Résistanceorden. 1947 eröffneten Hélène und Philippe Viannay ein Feriencamp für ehemalige Widerstandskämpfer und -kämpferinnen sowie Deportierte im Département Finistère in der Bretagne. Aus diesem Feriencamp entwickelte sich die berühmte Segelschule Les Glénans, die zu einem Erfolgsmodell in Europa wurde.
Hélène Viannay starb am 25. Dezember 2006 im Alter von 89 Jahren in ihrer Geburtsstadt Paris.